# Ansgarsmonumentet
Ansgarsmonumentet eller Ansgarskorset är ett ringkorsmonument står rest på Borgbergets krön, innanför fornborgen Birkaborgen vid Birka på Björkö i Ekerö kommun. Korset restes 1834, till 1000-årsminnet av Ansgars ankomst till Birka.